# Mord an Willi Rogge
Der Mord bzw. Totschlag an Willi Rogge ist ein Kriminalfall und Endphaseverbrechen aus den letzten Tagen des Dritten Reiches. Am 14. April 1945 wurde der Bauer Willi Rogge auf einem Weg zwischen Dötlingen und Neerstedt von einer Einheit des Freikorps Adolf Hitler hingerichtet. Der lange vergessene Fall, der rechtskräftig (am 24. Oktober 1952 vom BGH) als Totschlag eingestuft wurde, wurde im April 2014 wieder publik, als der Journalist Cordt Schnibben im Nachrichtenmagazin Der Spiegel die nationalsozialistische Vergangenheit seines Vaters Georg Schnibben aufarbeitete.

## Vorgeschichte
Das Deutsche Reich stand im April 1945 unmittelbar vor der Kapitulation. Ein Jahr zuvor hatte Heinrich Himmler zur Bildung von so genannten Werwolf-Einheiten aufgerufen, die hinter den feindlichen Linien operieren und dort Feinde angreifen sollten. Am 28. März 1945 gab Adolf Hitler den Befehl zur Aufstellung des „Freikorps Adolf Hitler“. Im Gau Weser-Ems übernahm die Führung der HJ-Funktionär Heinz Günter Wichmann, seine Volkssturmeinheit wurde auch „Kampfgruppe Wichmann“ genannt. Diese erhielt eine Woche vor dem Totschlag von Gauleiter Paul Wegener den Befehl, rücksichtslos gegen kriegsmüde Deutsche vorzugehen.

„Wir machen in unserem Gau kurzen Prozeß mit ihnen und hängen sie auf, ohne daß ein Gerichtsverfahren stattzufinden braucht. Häuser, die weiße Fahnen zeigen, werden angezündet und Plünderer sofort erledigt.“

Dötlingen galt lange Jahre als Hochburg der NSDAP und als Gaumusterdorf. Im Dorf lebte der Bauer Willi Rogge, der nicht auf Parteilinie war. Er war vor 1933 Mitglied im Gemeinderat und als Demokrat bekannt. Der Ortsgruppenleiter Heinrich Brockshus erhob den Vorwurf, Rogge habe aus einem Vorratslager des Reichsarbeitsdienstes (RAD) Materialien gestohlen. Diese Vorwürfe stellten sich später als falsch heraus.

## Tathergang
Am 13. April 1945 versammelten sich Wilhelm Piening, Georg Schnibben und Heinrich Cordes bei ihrem Kommandanten Wichmann in Huntlosen in der Nähe von Dötlingen. Cordes trug den Fall vor. Wichmann beschloss auf Grundlage eines Befehls des Generalobersten Johannes Blaskowitz, den vermeintlichen Verräter mit dem Tode zu bestrafen. Vorher bat er jedoch Cordes und Piening, noch einmal mit Brockshus zu reden. Dieser bekräftigte seine Geschichte und erweiterte den Vorwurf noch. So vermutete er, Rogge könnte mit den herannahenden Briten zusammenarbeiten und die Pläne der Kampfgruppe gefährden. Wichmann gab daraufhin den Befehl, Rogge zu töten. Da am Morgen des 14. April ein Angriff durch Panzer befürchtet wurde, verschob man die Tat zunächst. Nach einer kurzfristig nötigen Brustoperation zurückgekehrt, bekräftigte Wichmann seinen Befehl gegen 16 Uhr und gab den Auftrag an Piening.
Piening und ein unbekannter Mitfahrer trafen gegen 21 Uhr am Wohnort der Familie Rogge ein und baten Rogge, mit zum Gefechtsstand der Kampfgruppe zu kommen. Der überraschte Rogge stieg daraufhin in Pienings Auto. Zu dritt fuhren sie ein kleines Stück, dann bat Piening Rogge auszusteigen, um in ein anderes Auto umzusteigen. Beim Aussteigen aus dem Auto gab Piening den ersten Schuss ab und traf Rogge in den Kopf. Anschließend feuerte ein Mittäter auf das taumelnde Opfer, dann folgte ein zweiter Schuss in den Kopf durch Piening. Die Leiche wurde am Straßenrand abgelegt und ihr wurde ein Schild umgehängt, auf dem „Wer sein Volk verrät stirbt“ stand und das mit einem Handabdruck versehen war.
Am nächsten Tag wurde Wichmann informiert, der einen Presseartikel aufsetzte. Dieser erschien am 16. April in der Oldenburgischen Staatszeitung unter der Überschrift „Verräter gerichtet“. Der Artikel lobte die Täter als „Rächer deutscher Ehre“.

## Prozesse
Kurz nach dem Ende des Zweiten Weltkriegs wurde Cordes festgenommen, der seine Mittäter preisgab. Die sechs Täter wurden festgenommen und nach Oldenburg überstellt, wo sie in Untersuchungshaft verblieben. Die britische Besatzungsmacht gab den Fall im Dezember 1947 an die deutschen Behörden ab. Insgesamt vier Prozesse waren nötig, bis es zu einem Schuldspruch kam. Vor dem Landgericht Oldenburg wurde der Anstifter Brockshus 1947 zu „lebenslänglich“ verurteilt, sieben weitere Angeklagte erhielten langjährige Haftstrafen. Der Prozess ging jedoch durch zwei weitere Instanzen, wobei die Haftstrafen erheblich abgemildert wurden. Am 18. Juni 1953 verurteilte das Schwurgericht in Oldenburg Wichmann zu drei Jahren Freiheitsstrafe wegen Totschlags. Schnibben als sein Adjutant wurde zu zwei Jahren und neun Monaten wegen Beihilfe verurteilt. Die restlichen Täter, darunter der eigentliche Schütze, erhielten zwei Jahre und sechs Monate. Paul Wegener wurde freigesprochen.

## Aufarbeitung
Das Verbrechen wurde in Dötlingen nicht vergessen. Seit 1995 bemühte sich der Bürger- und Heimatverein Dötlingen um ein Mahnmal für die Opfer des NS-Regimes aus Dötlingen und damit auch für Willi Rogge. Das Mahnmal wurde 2009 eingeweiht. Ursprünglich sollte die Vergangenheit weiter aufgearbeitet und die Namen auf dem Mahnmal ergänzt werden. Die Aufarbeitung geriet jedoch ins Stocken.

„‚Für mich ist das Urgeschichte‘, hatte Bürgermeister Heino Pauka damals [2004] gesagt. Besser, man lasse die Toten ruhen. Keine guten Voraussetzungen, um herauszufinden, was während der Nazi-Zeit im Dorf passiert ist.“

 Über die genauen Umstände recherchierte damals der Heimatforscher Karsten Grashorn, der seinen rund 20-seitigen Aufsatz bisher jedoch noch nicht zur Veröffentlichung freigegeben hat.
Am 14. April 2014, dem 69. Jahrestag des Verbrechens, erschien als Titelgeschichte der Spiegel-Ausgabe Nr. 16 der Artikel Mein Vater, ein Werwolf von Cordt Schnibben, Georg Schnibbens Sohn. Das Titelbild zeigt den Vater mit der Bildunterschrift Mein Vater, der Mörder und dem Untertitel SPIEGEL-Reporter Cordt Schnibben über seine Nazi-Eltern und die Flucht vor der Wahrheit. Im Artikel selbst beschreibt Schnibben auf mehreren Seiten zum einen den Tathergang und die juristische Aufbereitung, zum anderen seine Art der Vergangenheitsbewältigung. Bei der Beschreibung des Prozesses und des Urteils vom 18. Juni 1953 verwechselt Schnibben den damaligen Vorsitzenden Richter August von Döllen mit dessen jüngerem Bruder, dem Ministerialdirigenten Alexander von Döllen.
Am 15. April 2014 folgte die Online-Version auf Spiegel Online. Gleichzeitig erschien ebenfalls auf Spiegel.de eine Website, die das Verbrechen mit verschiedenen Originaldokumenten, unter anderem Originalausschnitten von Radio Werwolf und verschiedenen Gerichtsakten, darstellte.

## Hörspiel
- 2015: Helga Bürster: Rogge, Niederdeutsche Sprache, 41:05 Min., Regie: Hans Helge Ott, Produktion: RB/NDR, Erstsendung: 12. April 2015[15]